# A Lai
A Lai (阿来; Contea di Barkam, 1959) è uno scrittore e insegnante cinese.
Figlio di madre tibetana e padre di etnia Hui (回, cinesi musulmani), nasce nel 1959 nel nord-ovest del Sichuan (四川), nel corridoio etnico al confine con il Tibet (in cinese Xizang, 西藏), dal 1956 prefettura autonoma di Aba (阿坝).

## La vita
Cresce nel piccolo villaggio tibetano di Ka'ergu (卡尔谷), noto presso i cinesi come Matang (马塘). Qui torna una volta terminata la scuola media e comincia a lavorare come pastore. Un anno dopo assume l'incarico di guidatore in un cantiere, professione che svolge per quasi dieci anni. È in questo paese e a contatto con questa gente che diventa testimone dei grandi cambiamenti che attraversano la regione.
Finita la Rivoluzione Culturale s'impegna per superare il test d'ingresso all'università. Studia in un'accademia di Maerkang (马尔康), nel nord-ovest del Sichuan, dove si laurea nel 1979. Lavora dapprima come maestro in una scuola elementare in un villaggio e dopo solo due anni viene promosso a professore delle medie.
Nel 1982 dà alle stampe le sue composizioni poetiche, il suo talento viene notato all'interno del panorama culturale e nel 1984 viene chiamato ad essere redattore della rivista "Nuove praterie" (Xincaodi, 新草地).
Imitando i suoi due poeti preferiti, Walt Whitman (1819-1892) e Pablo Neruda (1904-1973), intraprende una peregrinazione ascetica nella prefettura di Aba, coprendo un'area di settantamila chilometri quadrati. Nel vagabondare trova nuova ispirazione e la sua produzione letteraria diventa molto prolifica.
Nel 1988 la casa editrice Sichuan minzu (四川民族) pubblica la raccolta di poesie "Il fiume Lengmo" (Lengmo he, 棱磨河), che descrive il fiume che dona abbondanza al suo paese natale. Nel 1989 la casa editrice Zuojia (作家) pubblica la raccolta di novelle "Macchie di sangue" degli anni passati (Jiunian dexueji, 旧年的血迹) che vince il quarto premio dell'Associazione Scrittori della Cina per la letteratura delle minoranze etniche. Queste due raccolte sono decisive perché segnano l'inizio della carriera letteraria di A Lai.
Intraprende un altro vagabondaggio nella sua prefettura natale, attraverso il quale diventa consapevole del suo compito di intellettuale tibetano. Conscio della sua responsabilità di dover registrare i cambiamenti in corso, abbandona la forma poetica per dedicarsi alla narrativa. Secondo lo scrittore questa forma letteraria permettere di esprimere una gamma di concetti più vasta. Compone la sua ultima poesia nel 1989.
Nel 1996 diventa redattore capo di "Science Fiction World" (Kehuan shijie, 科幻世界) una rivista mensile di fantascienza con sede a Chengdu (成都), capoluogo del Sichuan.
Nel 1998, dopo quattro anni di rifiuti da parte di una dozzina di editori, la casa editrice Renmin wenxue (人民文学) pubblica a marzo il romanzo "Rossi fiori del Tibet" (Chen'ai luoding, 尘埃落定), che diventa uno dei libri più venduti dell'anno e che nel 2000 vince il quinto Premio Mao Dun (茅盾), uno dei più prestigiosi premi cinesi per la letteratura. I critici elogiano quest'opera per il contenuto incentrato sulla cultura tibetana, per la magia che trasuda, per il linguaggio semplice ma affascinante, per la poeticità commovente, qualità che dimostrano le eccellenti doti letterarie dello scrittore.
A quest'opera segue una quasi totale assenza dalla scena letteraria che l'autore spiega con queste parole: “Quando mi consacro alla scrittura è come indulgere in un amore folle e amaro. Quando finisce sono un letto di fiume prosciugato, privato dell'acqua e dell'energia. Non posso iniziare un altro amore del genere per un po' di tempo.” In questo periodo A Lai lavora come redattore di un giornale, poi come redattore capo di cinque riviste.
Nel 1999 la casa editrice Changjiang wenyi (长江文艺) pubblica la raccolta di racconti L'argentiere sotto i raggi di luna (Yueguang xia deyinjiang, 月光下的银匠).
Nel 2001 la casa editrice Renmin wenxue pubblica L'opera completa di A Lai (Alai wenji, 阿来文集), in quattro volumi, mentre la casa editrice Jiefangjun wenyi (解放军文艺) pubblica la raccolta di saggi Così ci si arricchisce giorno per giorno (Jiu zheyang ri yi fengfu, 就这样日益丰富).
Nel 2005 è presidente di un'importante casa editrice. A maggio viene pubblicato il primo volume della trilogia La montagna vuota (Kong shan, 空山) dalla casa editrice Renmin wenxue e nel 2007 esce il secondo volume. Spiega la sua rinnovata produttività letteraria dicendo: “Dopo così tanti anni brucio nuovamente di passione.” Questa serie racconta la storia degli ultimi decenni del villaggio tibetano di Ji (机) e con esso i cambiamenti che attraversano la regione.
Nella raccolta di saggi La scala del mondo (Dadi dejieti, 大地的阶梯), del 2000, Alai esplora il passato della regione multietnica sul confine del Sichuan.
Le opere più importanti dell'autore sono state tradotte in quattordici lingue e pubblicate in dodici Paesi.
Nel 2008 comincia a lavorare alla stesura di un romanzo, Re Gesar (Gesa'er wang, 格萨尔王), che racconta una saga a metà tra storia e mito. Quest'epopea in Tibet ha una tradizione orale secolare e inoltre rappresenta la più lunga opera epica esistente. L'opera nasce dall'adesione di A Lai a un progetto internazionale di una casa editrice britannica che intende raccogliere l'eredità mitologica mondiale che non è andata persa.
A Lai vive a Chengdu, dove è membro del collettivo dell'Associazione Scrittori della Cina, vicepresidente dell'Associazione Scrittori del Sichuan e della Federazione Giovani del Sichuan. Lo scrittore si trovava nel capoluogo del Sichuan anche il 12 maggio del 2008 quando il terremoto con epicentro in quella regione ha causato migliaia di vittime. Dice l'autore: “Stiamo raccogliendo denaro per ricostruire le scuole maggiormente colpite. Con l'aiuto di alcuni amici scrittori siamo riusciti a raccogliere circa 400 000 yuan che useremo per costruire nuove scuole.” Alai ha inoltre destinato parte dei ricavi della vendita del suo libro alla zona terremotata.
Lo scrittore spesso viaggia all'estero e in Tibet ma la prefettura di Aba continua a essere il luogo che ama di più. Degli abitanti tibetani di questa regione, con i quali continua a mantenere i contatti, dice che, ricchi o poveri che siano, questi contadini e pastori vivono felici.

## Rossi fiori del Tibet
Il romanzo vede il suo completamento nel 1994, dopo otto mesi di scrittura. Nel 1998, quando viene pubblicato per la prima volta, diventa il best seller dell'anno e nel 2000 vince il quinto premio Mao Dun. Il successo crescente del romanzo è anche testimoniato dalla sua trasposizione in una serie TV in venticinque puntate che ha raccolto migliaia di telespettatori. La qualità della serie, diretta dal regista Yan Jiangang (闫建钢) è però dubbia e il contenuto originario dell'opera è in gran parte perduto, ciò che rimane sembra volto solo a soddisfare un certo gusto dell'esotico. Le battaglie più decisive vengono ridotte a schermaglie tra bambini e a destare l'attenzione dello spettatore non è la trama in sé quanto piuttosto lo sfarzo dei costumi folkloristici. La stessa performance degli attori è scarsa.
In Cina, le serie TV che riprendono i filoni storici tradizionali popolano quotidianamente il palinsesto televisivo. Tra i lettori, a decretare il successo commerciale di "Rossi fiori del Tibet" sono stati sicuramente proprio il tema, una saga famigliare in cui si susseguono battaglie decisive e l'ambientazione nella realtà poco conosciuta del Tibet, proprio in un periodo in cui gli occhi della gente sono incessantemente puntati su questa regione.
La scelta di tematiche che possano suscitare l'interesse dei lettori e conseguentemente un alto numero di vendite è una tendenza che può essere fatta risalire agli anni ottanta, così come sottolineato da Shuyu Kong nel libro "Consuming Literature". Come precisato in precedenza, negli anni che hanno seguito la fine della Rivoluzione Culturale (1966-1976), l'ingresso della letteratura nel mondo economico ha avuto come effetto quello di generare un nuovo tipo di scrittori economicamente indipendenti e quindi liberi di esprimersi, che devono però assoggettare le loro opere alle regole di un mercato caratterizzato da una forte richiesta di letteratura di svago. Così, anche gli autori più qualificati nelle loro opere uniscono l'impegno intellettuale a elementi di intrattenimento. A Lai, con "Rossi fiori del Tibet", si inserisce in questo solco. Il romanzo infatti ha delle basi storiche radicate e tenta di portare alla luce un passato ormai dimenticato ma il frequente ricorso all'elemento erotico e amoroso, la tematica delle battaglie e delle dinamiche famigliari, uniti a un'ambientazione piuttosto esotica, rendono l'opera appetibile al grande pubblico.
La ricerca di successo commerciale è senza dubbio il motivo che ha spinto i traduttori americani a scegliere un titolo totalmente diverso dall'originale. "Chen'ai luoding", che letteralmente significa la polvere si è posata, nella versione inglese, del 2000, è stato sostituito dal titolo "Red poppies", papaveri rossi. In questo modo l'attenzione si concentra subito sui papaveri e quindi, per associazione di idee, all'oppio. La versione italiana, del 2002, frutto della traduzione del testo inglese, pur di risvegliare l'interesse nel possibile lettore fa un passo oltre e nel titolo finisce per inserire “del Tibet”. Il successo è assicurato, il romanzo viene ristampato più volte.

## La montagna vuota
Ne "La montagna vuota" A Lai adempie a quella che sente come la propria responsabilità di registrare e divulgare le trasformazioni che avvengono in Tibet. I racconti che compongono il libro sono tutti ambientati in un villaggio tibetano situato in Sichuan, il villaggio di Ji, e coprono il periodo che va dagli anni cinquanta agli anni novanta del secolo scorso. Agli stravolgimenti politici ed economici che accomunano la storia del paesino a quella dell'intera Cina, si aggiungono il declino dell'antica cultura tibetana che, a causa delle politiche economiche messe in atto dall'etnia dominante Han, ha sperimentato un rapido processo di osmosi e un graduale processo di ibridazione culturale. Tuttavia questi avvenimenti non vengono affrontati tramite i racconti delle trasformazioni culturali su larga scala, bensì attraverso la descrizione minuziosa, precisa come una cesellatura, di gente comune e fatti apparentemente irrilevanti, scovati tra i frammenti di memoria sommersi negli abissi del mare della storia e sepolti in fondo al cuore. Luci, ombre, odori, suoni si avvicendano per andare a dipingere, con un tocco sapiente dietro l'altro, l'intero scenario della situazione.
La misteriosa cultura tibetana, l'antica religione locale, le storie incredibili dei suoi abitanti, la disintegrazione dello stile di vita tradizionale e lo sviluppo sorprendente delle modernità nel villaggio sono intessute assieme per formare un romanzo ricco e complesso. Dice l'autore: «La montagna vuota è una trilogia, tratta dei tre decenni di aperture e di riforme messe in atto in Tibet. È una riflessione sui grandi cambiamenti sperimentati dalla Cina nella sua totalità. Attraverso gli accadimenti di un singolo villaggio tibetano, cerco di mostrare i cambiamenti avvenuti nelle campagne cinesi. È una storia tragica, bellissima e crudele. Leggendo i racconti della nobile donna nomade, dello sciamano, del Lama secolarizzato, dell'attivista rivoluzionario e degli abitanti ordinari, si può vedere come l'indifferenza tronchi le vite umane e come il processo di modernizzazione distrugga gradualmente la cultura di una regione remota. È un problema grave, soprattutto per i villaggi che ospitano delle minoranza etniche. Una volta che la cultura dell'antica prefettura è andata distrutta e quella nazionale è mutata notevolmente a causa della globalizzazione, queste persone si sentono smarrite e non riescono a trovare alcuna cultura in cui vivere.»

## Gela diventa grande
"Gela diventa grande" (Gela changda, 格拉长大) è uno dei tre libri facenti parte della collana "Libri di cartapecora dell'ovest" (Xibu yangpi shu, 西部羊皮书), pubblicata nell'agosto del 2007 dalla casa editrice Dongfang (东方). La serie raccoglie un'accurata selezione dei racconti scritti da tre autori provenienti da tre province occidentali della Cina: A Lai del Sichuan, Chen Zhongshi (陈忠实, 1942-) dello Shaanxi (陕西) e Feng Ma (风马, 1958-) del Qinghai (青海).
I racconti "Il giornale e Zhuo Ma, la ragazza che si lasciò rapire" sono stati pubblicati in questa raccolta. Il libro rappresenta la continuazione di "La montagna vuota" e i racconti che contiene sono destinati a confluire nel terzo volume della serie, della quale riprende quella che in cinese viene nominata “composizione a petalo” (huaban, 花瓣). Le diverse raccolte, una volta unite, andranno a completare la corolla del fiore che rappresenta la testimonianza del cambiamento del Tibet.

## Opere
- A Lai (阿来), Rossi fiori del Tibet (Chenai luoding, 尘埃落定), Milano, Rizzoli, 2002
- A Lai(阿来), Gela changda (格拉长大, Gela diventa grande), Dongfang chuban zhongxin, 2007